# Maciej Korwin Gosiewski
Maciej Korwin Gosiewski herbu Ślepowron (zm. ok. 1683 roku) – generał artylerii Wielkiego Ksiestwa Litewskiego od 1673, stolnik nowogródzki, starosta łoździejski.
Był młodszym synem Aleksandra Korwin Gosiewskiego, starosty bielskiego i rotmistrza wojsk królewskich. Jako rotmistrz królewski wziął udział w tłumieniu powstania Chmielnickiego. W 1654 w stopniu pułkownika bronił Smoleńska przed wojskami rosyjskimi w czasie wojny polsko-rosyjskiej 1654-1667. W 1663 związkowe wojsko litewskie na zjeździe w Szadowie powierzyło mu komendę oddziałów cudzoziemskiego autoramentu i wypełniając rozkaz królewski uznało go generałem-majorem. W 1664 posłował od wojska na sejm. W 1674 wraz z województwem wileńskim podpisał elekcję Jana III Sobieskiego. Wziął udział w operacjach wojny polsko-tureckiej 1672-1676. Na potrzeby artylerii wydał z własnej kiesy 57 308 złp, które sejm z 1690 nakazał zwrócić jego sukcesorom.
Z małżeństwa z Małgorzatą z domu Szwab, córką Kaspra Aleksandra Szwaba herbu Jastrzębiec i jego drugiej żony Elżbiety z domu Pietkiel, pozostawił syna Bogusława Korwin Gosiewskiego, późniejszego biskupa smoleńskiego.